# Ixtlahuaca
Ixtlahuaca (del nàhuatl, que vol dir «lloc del vall») és un municipi de l'estat de Mèxic. Ixtlahuaca de Rayón és el cap de municipi i principal centre de població d'aquesta municipalitat. Aquest municipi és a la part nord-occidental de l'estat de Mèxic. Limita al nord amb els municipis de Morelos, al sud amb Almoloya de Juárez, a l'oest amb San Felipe del Progreso i a l'est amb Timilpan.